# Ющенко Катерина Юріївна
Катери́на Ю́ріївна Ю́щенко (23 жовтня 1997 — 4 квітня 2023) — старший солдат, військовослужбовиця, учасниця російсько-української війни.

## Життєпис
Народилася 23 жовтня 1997 на Луганщині.
Ще у 2014 році будучи школяркою всіляко підтримувала українську армію.
Після школи вступила до Академії Сухопутних військ ім. гетьмана Петра Сагайдачного. Там зустріла свого коханого Сергія Ющенка. До Львова переїхали разом із частиною, де служив Сергій, це була 24-та механізована бригада.
Одружилася 4 серпня 2016 у Львові на подвір'ї Військово-медичного клінічного центру Західного регіону пройшло весілля військовослужбовця
Переїхала в місто Глухів після того, як у 2016 її коханий отримав тяжке поранення у бою. Вона пройшла з ним всі важкі випробування після травми. У 2018 підписала контракт із ЗСУ.
Після повномасштабного вторгнення батьки Катерини переїхали із Луганщини до Глухова.
Мала звання старший солдат

## Загибель
Разом з військовою також загинули четверо військових: один із Кролевця, один — із Батурина та ще один — із Глухова. Церемонія прощання відбулася 6 квітня 2023 у сквері Бортнянського і Березовського у Глухові. Похована на Вознесенському кладовищі.

## Нагороди
- Орденом «За мужність» III ступеня (1 травня 2023, посмертно)[4][5]